# Nowe Tarnowo
Nowe Tarnowo – wieś w Polsce położona w województwie wielkopolskim, w powiecie kościańskim, w gminie Czempiń. Na wschód od wsi przebiega linia kolejowa Wrocław-Poznań (stacja kolejowa Czempiń).
Używano dawniej również nazwy Tarnowa. Kilku mieszkańców między 1393 a 1400 rokiem używało przydomku z Tarnowa. Podział na Nowe Tarnowo (wieś) i Stare (dwór) dokonał się po rozdziale własności. Nowe Tarnowo liczyło pod koniec XIX wieku 9 domostw i 83 mieszkańców, wszyscy wyznania katolickiego. W latach 1975–1998 miejscowość administracyjnie należała do województwa poznańskiego. W 2011 roku w Nowym Tarnowie mieszkało 50 osób.